# Chile Democrático
Chile Democrático fue una organización de exiliados chilenos en todo el mundo, establecida en Roma en 1973. Chile Democrático fue una de las dos organizaciones que el Departamento de Inmigración de Suecia reconoció como una organización nacional de la comunidad chilena (la otra es la Unión Nacional de Chile). Sin embargo, las autoridades suecas habían abogado por que las dos organizaciones nacionales se fusionaran en una sola, sugerencia que no pudo materializarse debido a las diferencias políticas entre los dos organismos. Chile Democrático tenía sucursales en alrededor de 80 países, incluidos Australia, Francia, México y Suecia.
Chile Democrático se unió al Movimiento Democrático Popular (MDP), un movimiento con sede en Chile. Con la formación de Izquierda Unida (IU), la importancia del MDP se desvaneció y Chile Democrático se disolvió.